# جان ای. جی. کرسول
جان ای. جی. کرسول (به انگلیسی: John A. J. Creswell) سناتور سابق عضو حزب جمهوری‌خواه ایالات متحده آمریکا بود. وی در سال ۱۸۶۵ تا ۱۸۶۷ میلادی سناتور ایالت مریلند در سنای ایالات متحده آمریکا بود.